# Cantería

Detalle del trabajo de cantería en la construcción de la Torre de Babel, pintura de 1563 de Pieter Brueghel el Viejo (Kunsthistorisches Museum).

La cantería es el oficio y arte de labrar la piedra para su empleo en construcciones. Los diferentes artesanos que participan en el proceso se denominan cabuqueros, entalladores, canteros o picapedreros y tallistas o labrantes.
El trabajo de cantera se ha mecanizado en gran parte, ocasionando la desaparición progresiva de los oficios de cantería. Se destina su producción, preferentemente, a la restauración de edificaciones de alto valor arquitectónico y patrimonial, el revestimiento de fachadas y la elaboración de paramentos de sillería.

## Materia prima
La piedra es la materia prima de la cantería, variando las técnicas y herramientas empleadas en función de su dureza, fragilidad, composición geológica, dependiendo de si es grano fino, grueso, etc

## Proceso de elaboración y oficios
El proceso de trabajo comienza con la extracción de la piedra en las canteras, el despiece de los bloques, su aplantillado, para finalmente proceder a labrar los sillares.
Este proceso consta de cuatro fases, interviniendo en cada una diferentes artesanos: 
- extracción del material, realizado por el cayuquero, siguiendo la veta, o hebra, con cuñas, marrón, barra y pico de recalar;
- troceado del bloque de piedra, realizado por el entallador, empleando cuñas, pico, mandarria y escuadra;
- regular las formas idóneas, realizado por el cantero, encargándose también de diseñar el boceto a tamaño natural o a escala;
- acabado final, realizado por el tallista o labrante, incluyendo a veces detalles decorativos.

## Obras más famosas
Taj Mahal, los Moái de la isla Rapa Nui, Pirámides de Egipto, Angkor Wat, Borobudur, Tiahuanaco, Tenochtitlan, Machu Picchu, Persépolis, el Partenón, Stonehenge y la Catedral de Chartres.

## Historia
En la península ibérica, la cantería se atestigua por primera vez en el monumento funerario del sepulcro de Pozo Moro, hacia finales del siglo VI a. C. Antes, en la península ibérica no se sabía tallar la piedra. Se podían hacer grandes megalitos, como el de Lácara, pero se hacían utilizando las piedras disponibles en la naturaleza, sin trabajar. En Pozo Moro, por primera vez, se observa que se ha aprendido a trabajar la piedra con sabiduría, haciendo uso de instrumentos como picos, azuelas, punteros y escoplos, berbiquí de arco y piedras de alisar. El monumento es resultado del trabajo de un equipo de canteros y escultores altamente especializados y dirigidos por un «maestro», en una forma de trabajar que ya venía dándose desde hacía siglos en el Mediterráneo oriental.

## Marcas de cantería
Los antiguos artesanos marcaban sus trabajos con unos signos llamados «marcas de cantero», reconocibles entre ellos, los cuales también aparecían grabados en sus herramientas de labor. Eran marcas muy simples, compuestas de rayas, puntos, cruces, o con la letra inicial del nombre. Estos signos servían de referencia para conocer la producción de cada artesano; fueron profusamente empleadas en la arquitectura medieval.

## Herramientas

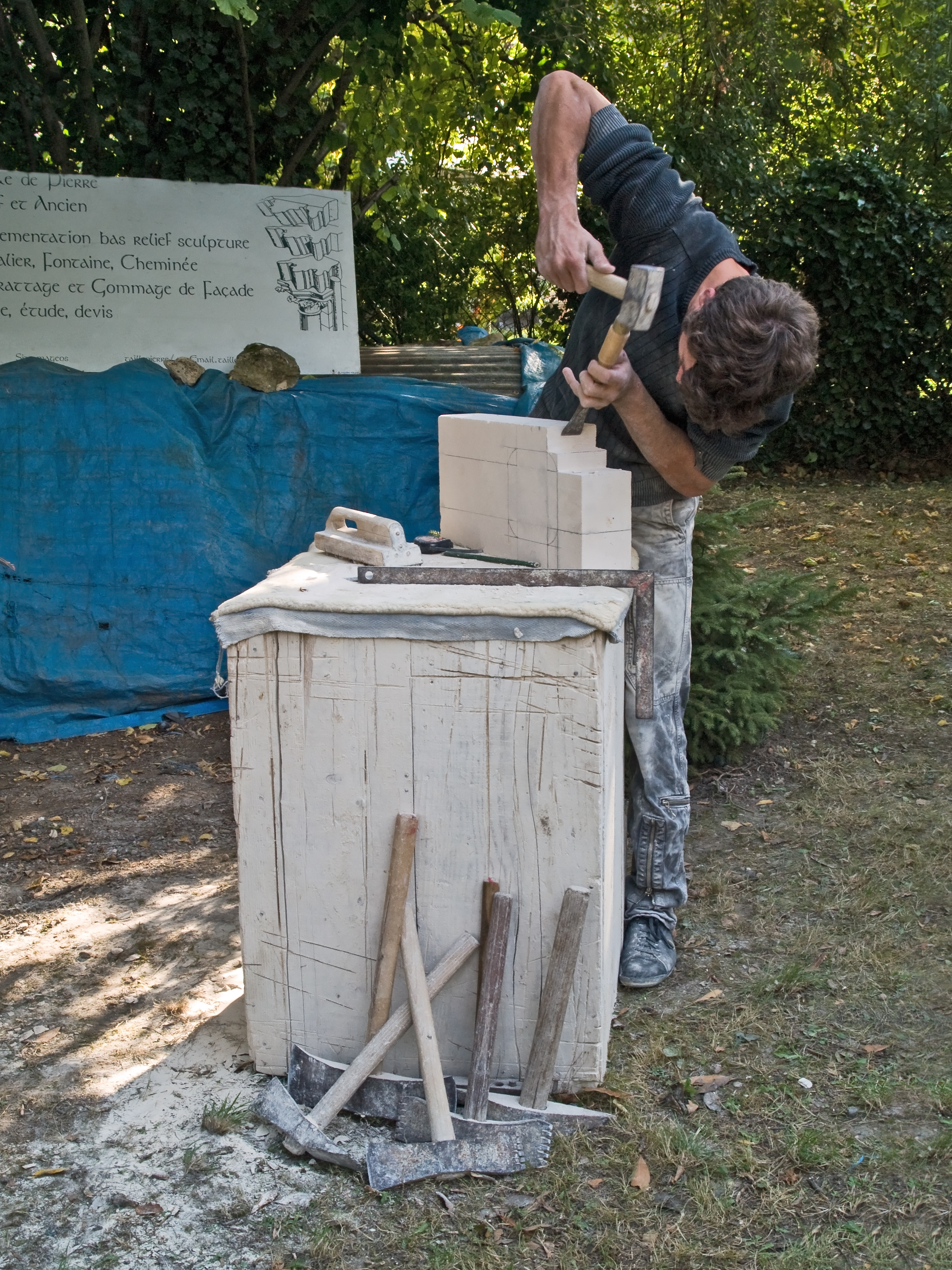
Cantero con sus herramientas en una demostración durante el "European Heritage Days", en 2009.

En el proceso de elaboración de la piedra se necesita un amplio número de utensilios y herramientas, entre las que se encuentran:
- utensilios de medición, como metros, compases y escuadras;
- herramientas de percusión, como cuñas, mazos, marrón, picos, martillos, bujardas, escodas, macetas, etc.;
- herramientas de corte, como sierras y tronzadoras;
- herramientas de acabado, como cinceles, punzones, trinchante, fiador, cepillos, escoplos, abujardadoras y plomadas.